# Geneviève Page
Geneviève Page (nume la naștere: Genevieve Anne Marguerite Bonjean, n. 13 decembrie 1927, Paris, Île-de-France, Franța – d. 14 februarie 2025, Paris, Métropole du Grand Paris, Franța) a fost o actriță franceză. A fost nominalizată în 1962 pentru premiul cinematografic american Laurel Award. Geneviève Page era fiica colecționarului de obiecte de artă Jacques Paul Bonjean (1899-1990). Geneviève a fost căsătorită din 1959 cu Jean-Claude Bujard, cu care a avut doi copii.

## Filmografie
- 1949 : Ce siècle à cinquante ans de Denise Tual : Elle-même
- 1950 : Pas de pitié pour les femmes de Christian Stengel : Carole de Norbois
- 1951 : Fanfan la Tulipe de Christian-Jaque : La marquise de Pompadour
- 1952 : Lettre ouverte d’Alex Joffé : Colette Simonet
- 1952 : Les Plaisirs de Paris de Ralph Baum : Violette
- 1953 : L'Étrange Désir de monsieur Bard de Géza von Radványi : Donata
- 1954 : Nuits andalouses (Noches andaluzas) de Maurice Cloche et Ricardo Blasco : Dominique de Bellecombe
- 1955 : Cherchez la femme de Raoul André : Barbara Van Looren
- 1956 : Michel Strogoff de Carmine Gallone : Nadia Fédor
- 1957 : Amour de poche de Pierre Kast : Édith
- 1957 : L'Énigmatique Monsieur D. (Foreign Intrigue) de Sheldon Reynolds : Dominique Danemore
- 1957 : The Silken Affair de Roy Kellino : Geneviève Gérard
- 1958 : Guet-apens à Tanger (Agguato a Tangeri) de Riccardo Freda : Mary Bolevasco
- 1960 : Le Bal des adieux (Song Without End) de George Cukor et Charles Vidor : La comtesse Marie
- 1961 : Cidul (El Cid), regia Anthony Mann : La princesse Urraca
- 1962 : Le Jour et l'Heure de René Clément : Agathe
- 1963 : Hommage à Debussy, documentaire de Marcel L'Herbier
- 1963 : Onorabilul Stanislas, agent secret (L'Honorable Stanislas, agent secret), regia Jean-Charles Dudrumet : Ursula Keller
- 1963 : Youngblood Hawke de Delmer Daves : Frieda Winter
- 1964 : Le Majordome de Jean Delannoy : Agnès des Vallières
- 1965 : Trei camere în Manhattan (Trois chambres à Manhattan), regia Marcel Carné : Yolande Combes
- 1966 : Tendre voyou de Jean Becker : Béatrice Dumonceaux
- 1966 : Marele premiu (Grand Prix), regia John Frankenheimer : Monique Delvaux-Sarti
- 1967 : Frumoasa zilei (Belle de jour), regia Luis Buñuel : Madame Anais
- 1968 : Mayerling de Terence Young : La comtesse Larish
- 1968 : L'Amateur (Decline and Fall… of a Birdwatcher) de John Krish : Margot
- 1968 : A Talent for Loving de Richard Quine
- 1970 : Viața particulară a lui Sherlock Holmes (The Private Life of Sherlock Holmes), regia Billy Wilder : Gabrielle Valadon
- 1971 : Broder Carl (Brother Carl), regia Susan Sontag : Karen Sandler
- 1971 : La Cavale de Michel Mitrani : Evremont
- 1972 : Décembre de Mohammed Lakhdar-Hamina : Béatrice de Saint-Mérand
- 1972 : Jean Vilar, une belle vie, documentaire de Jacques Rutman : Elle-même
- 1979 : Buffet froid de Bertrand Blier : La veuve Geneviève Léonard
- 1982 : Mortelle randonnée de Claude Miller : Madame Schmidt-Boulanger
- 1987 : Aria, film à sketches, épisode Les Boréades de Robert Altman : Non créditée
- 1987 : Beyond Therapy de Robert Altman : Zizi
- 1987 : Cartoline italiane de Memè Perlini
- 1989 : Les Bois noirs de Jacques Deray : Nathalie Dupin
- 1991 : Les gens ne sont pas tous forcément ignobles (TV) de Bernard Murat : Simone, la mère de Pierre
- 1992 : L'Inconnu dans la maison de Georges Lautner : Bernadette
- 1999 : Lovers de Jean-Marc Barr : Alice
- 2003 : Rien que du bonheur de Denis Parent : Martha Loncle

## Legături externe
- Materiale media legate de Geneviève Page la Wikimedia Commons
- Geneviève Page la Internet Movie Database
- Portret la Classic Movies Arhivat în 27 octombrie 2011, la Wayback Machine.